# Нитехвостый угорь
Нитехвостый угорь, или куликоротый угорь, или угорь-нитка (лат. Nemichthys scolopaceus), — вид морских лучепёрых рыб из семейства нитехвостых угрей (Nemichthyidae) отряда угреобразных. Вероятно самая тонкая рыба в мире: наибольшая высота тела не больше 2 см при длине тела до 130 см. 

## Внешний вид и строение

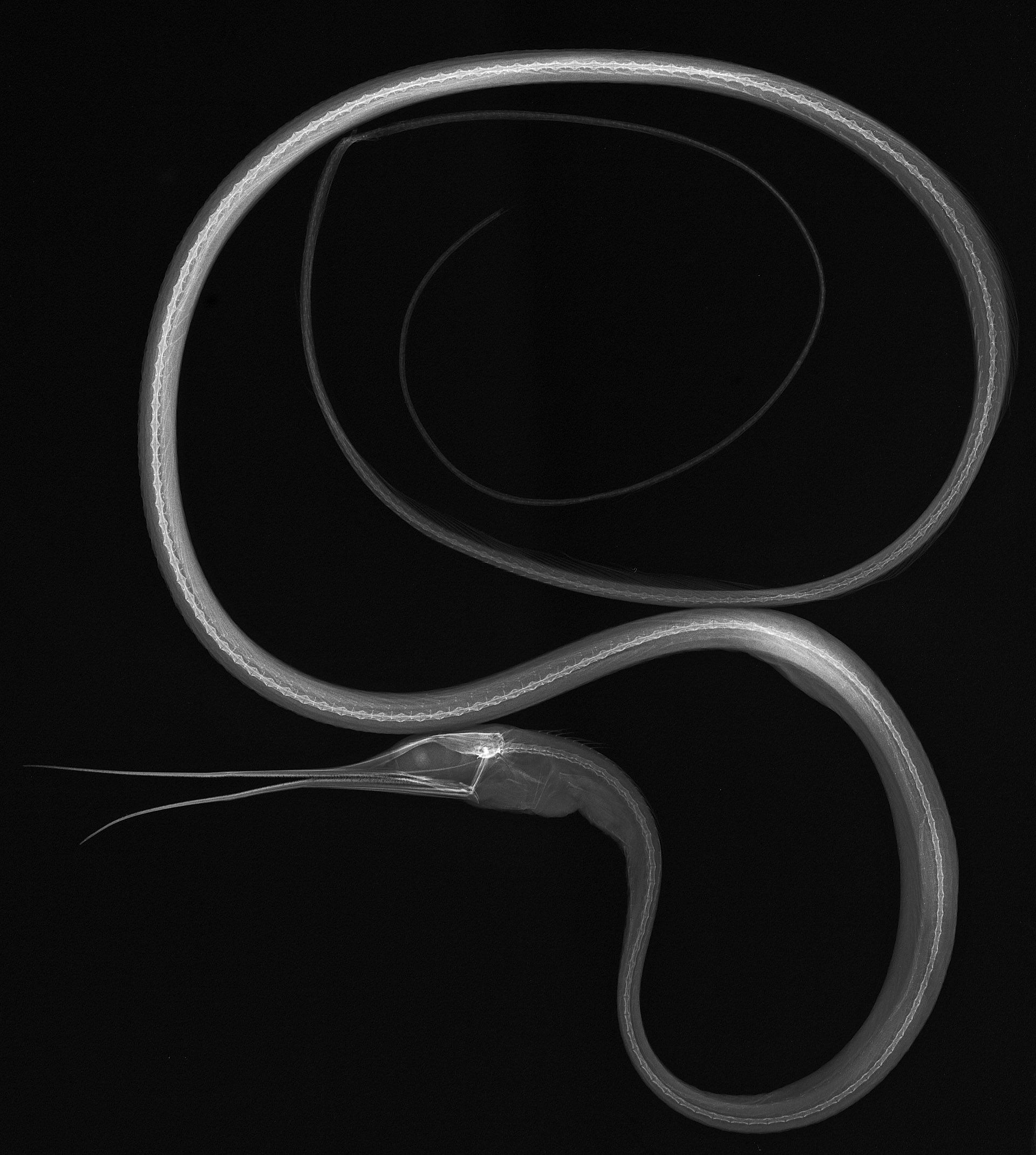
Рентгеновский скимок

Тело длинное и тонкое, с вытянутой головой, челюсти напоминают длинный прямой клюв птицы. Длина тела достигает 130 см, хвостовая часть вытянута в длинную нить, при этом высота тела этого угря не более 2 см, что делает его, вероятно, самой тонкой рыбой в мире.

## Развитие
Как и другие угреобразные, проходят в развитии стадию лептоцефала. В период после метаморфоза и наступлением половой зрелости, обладают длинными тонкими челюстями, усаженными чрезвычайно мелкими частыми зубами. Однако, половозрелые самцы теряют зубы, резко изменяют свой внешний облик (из-за чего их часто ранее выделяли в  отдельные виды). Предположительно, аналогичное превращение может происходить и с самками. Вероятно рыбы гибнут после нереста. Продолжительность жизни достигает 10 лет.

## Образ жизни
Находятся неподвижно зависшими в толще воды подкарауливая свою добычу — эвфаузиид, креветок.

## Распространение
Распространены в тропических и тёплых умеренных водах всех океанов. Обычно держится на глубинах до 500 метров. В Средиземном море неоднократно ловился у поверхности, но только в зимний период, когда температура поверхностных слоёв воды понижается до 13—15 °С и ниже.